# Graspop Metal Meeting

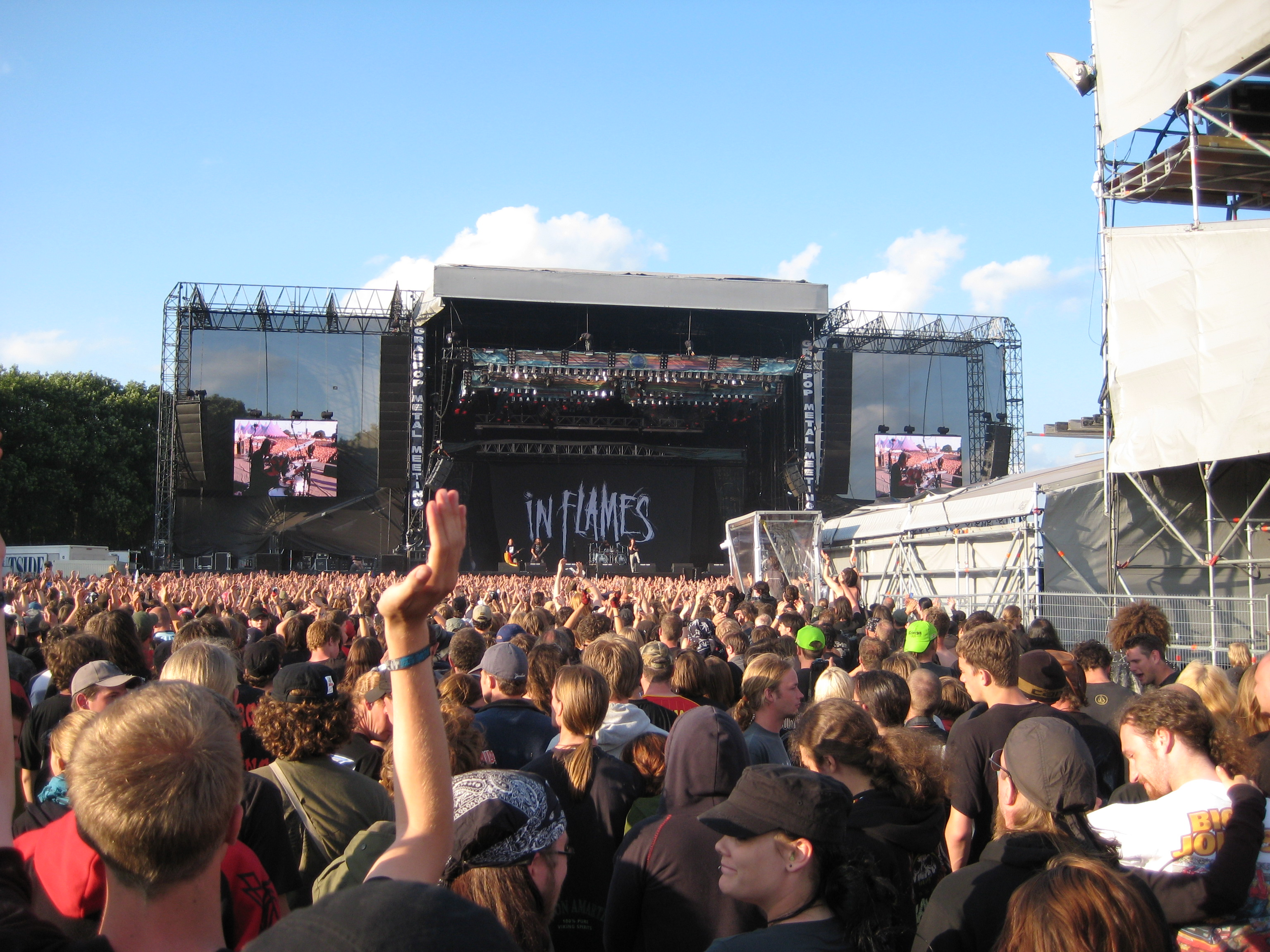
In Flames auf dem Graspop Metal Meeting 2008

Graspop Metal Meeting ist ein Metal-Festival im belgischen Ort Dessel, vierzig Kilometer von Antwerpen entfernt. Es findet jedes Jahr im Juni statt. 2008 zählte das Festival offiziell 135.000 Besucher, damit ist Graspop eines der größten Metalfestivals Europas. Neue Rekordmarken wurden 2016 (155.000 Besucher, 106 Bands), 2018 (200.000 Besucher, 117 Bands) und 2022 (220.000 Besucher, 129 Bands) erreicht und das Festival wächst somit weiter.

## Geschichte
Graspop wurde im Jahre 1986 als lokales Pop-Festival gegründet. Nach großem Erfolg der Jahre 1993 und 1994, in denen Bands wie Motörhead, Ramones, Paradise Lost, Stratovarius und Biohazard auftraten, beschloss man, dem Metal breiteren Raum im Programm einzuräumen. Kurze Zeit später wurde das Festival in „Graspop Metal Meeting (GMM)“ umbenannt. Es findet in aller Regel am vorletzten Wochenende im Juni statt.
Im ersten Jahr unter neuem Namen zählte das Festival über 10.000 Besucher und 15 Bands. 2005 feierte es sein zehnjähriges Jubiläum mit ca. 80.000 Besuchern. Im Jahr 2007 waren es über 100.000 Besucher, und 60 Bands spielten auf vier Bühnen. Nahezu jedes Subgenre des Metal und des Hard Rock war vertreten. Neben dem Headliner Iron Maiden traten u. a. Slayer, Aerosmith, Children of Bodom und Ozzy Osbourne auf.
2008 erreichte die Besucherzahl die Rekordsumme von 135.000 Menschen und ein Lineup von rund 70 Bands; dazu gehörten Iron Maiden, Judas Priest, Whitesnake und KISS, die Filmaufnahmen ihres Auftritts als Live-DVD veröffentlichten.
Für das 15-jährige Jubiläum 2010 traten neben KISS als Headliner weitere Bands wie Ratt, Immortal, Anvil auf.
Das 20-jährige Jubiläum wurde im Juni 2015 an vier Tagen auf fünf Bühnen mit 109 Bands begangen. Unter anderem traten Faith No More, Morgoth und Septic Flesh zum ersten Mal auf dem Graspop auf. Im Jahr 2018 war das Festival erstmals komplett ausverkauft und zählte nach Angaben der Betreiber 200.000 Besucher an vier Tagen. Im Jahr danach beschränkte man sich wieder auf drei Tage. 2022 wurde das Festival nach coronabedingtem Ausfall 2020 und 2021 anlässlich des 25. Jubiläums erneut auf 4 Tage ausgedehnt und das Festivalgelände anders ausgelegt, um den mittlerweile 220.000 Besuchern mehr Platz zu bieten. Auch 2023 fand das 26. GMM wieder viertägig von Donnerstag bis Sonntag statt.

## Gegenwart
Zur Förderung kleinerer und unbekannterer Metalbands findet jedes Jahr der „Metal Dome“ statt.
Außerdem gibt es auf dem Festivalgelände den „Metal Market“ mit einem breiten Angebot an Merchandise-Artikeln, CDs und DVDs sowie einen Barbershop und Tattoo-Künstler.
Das Angebot an Streetfood auf dem Festivalgelände nimmt stetig zu, Besucher beklagen aber hohe Preise und lange Schlangen an den Trinkwasserstationen.

## Bands
Headliner seit 1996:

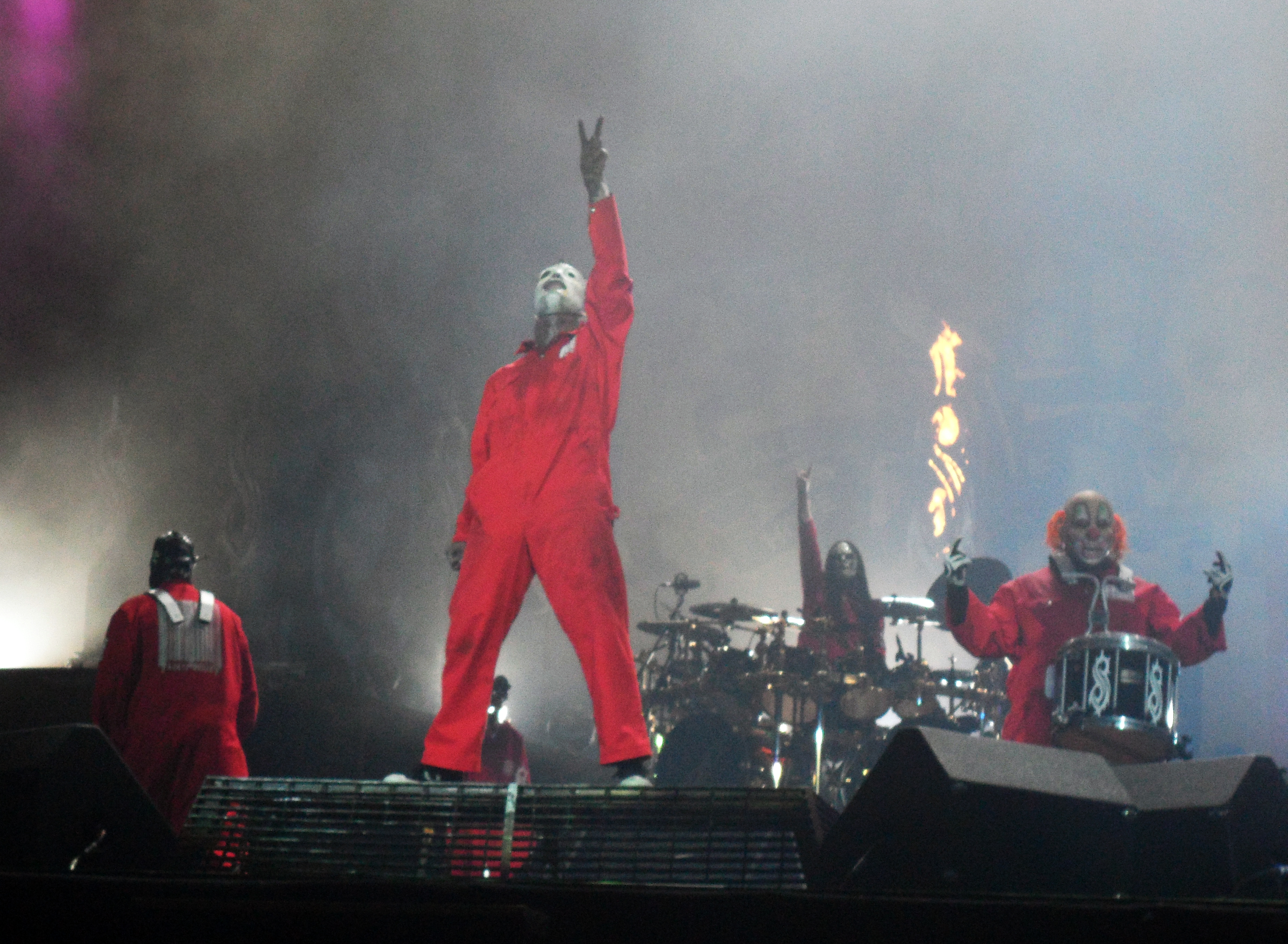
Slipknot beim GMM 2011

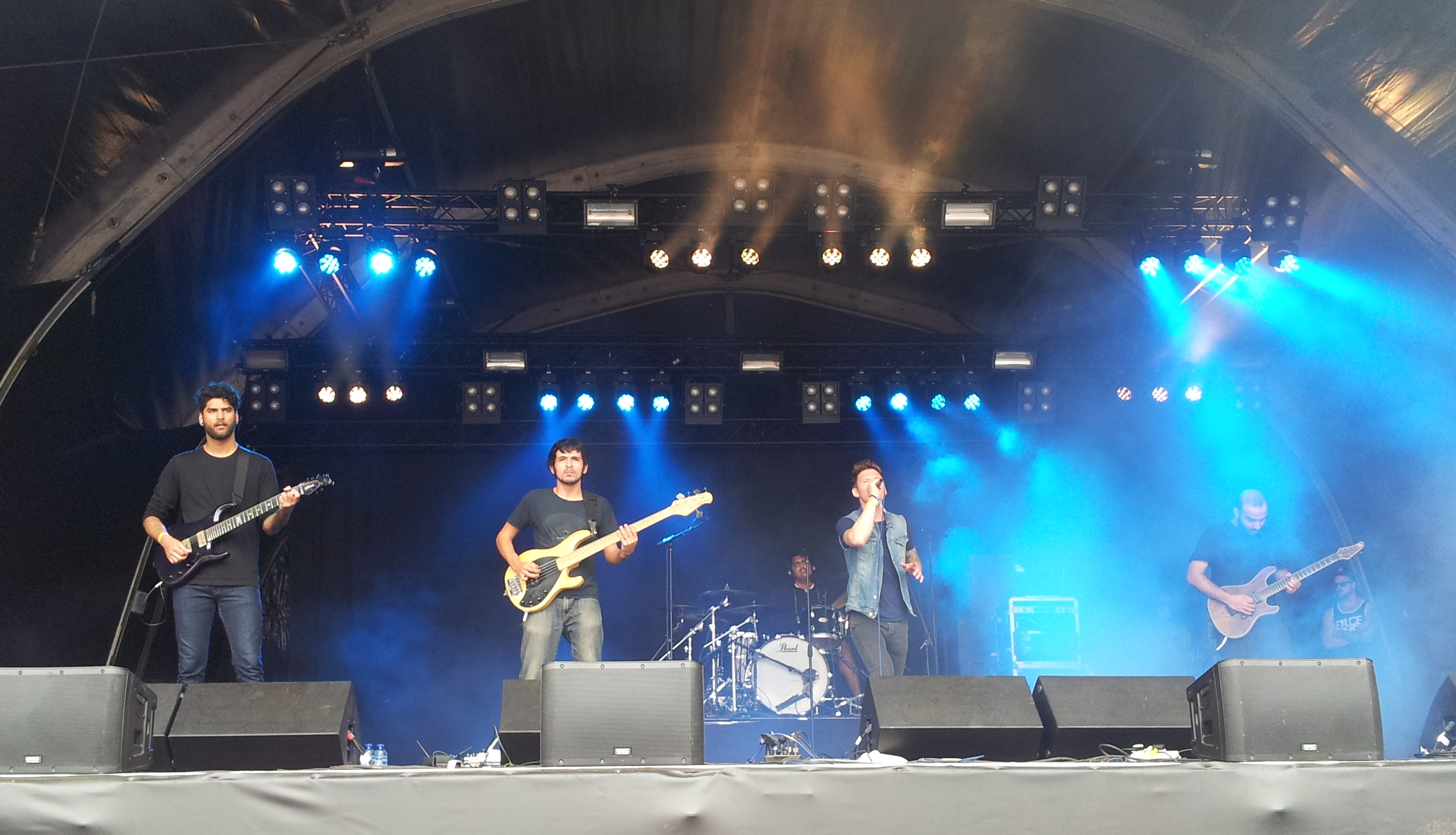
Skyharbor beim GMM 2014

- 1996: Iron Maiden, Type O Negative
- 1997: Megadeth, Saxon, Alice Cooper
- 1998: Black Sabbath, Dream Theater
- 1999: Manowar
- 2000: Iron Maiden
- 2001: Judas Priest
- 2002: Slayer
- 2003: Iron Maiden
- 2004: Iced Earth, Alice Cooper, Judas Priest
- 2005: System of a Down, Slipknot, Iron Maiden
- 2006: Guns N’ Roses, Whitesnake, Motörhead
- 2007: Aerosmith, Iron Maiden, Ozzy Osbourne
- 2008: Judas Priest, KISS, Iron Maiden
- 2009: Mötley Crüe, Slipknot, Marilyn Manson[7]
- 2010: Kiss, Soulfly, Aerosmith[8]
- 2011: Scorpions, Ozzy Osbourne (angekündigt; dann abgesagt), Judas Priest, Slipknot
- 2012: Ozzy Osbourne, Limp Bizkit, Guns N’ Roses
- 2013: Iron Maiden, Twisted Sister, Slipknot
- 2014: Avenged Sevenfold, Volbeat, Black Sabbath
- 2015: KISS, Slipknot, Scorpions
- 2016: Black Sabbath, Volbeat, Iron Maiden
- 2017: Rammstein, Scorpions, Deep Purple
- 2018: Guns N’ Roses, Iron Maiden, Volbeat, Ozzy Osbourne
- 2019: Within Temptation, Slipknot, KISS
- 2020, 2021: pandemiebedingte Absage
- 2022: Iron Maiden, Scorpions, Judas Priest, Sabaton
- 2023: Guns N’ Roses, Machine Head, Slipknot, Def Leppard
- 2024: Tool, Five Finger Death Punch, Bring Me the Horizon, Scorpions
- 2025: Iron Maiden, Slipknot, Nine Inch Nails, Judas Priest